# اد لاتر
اد لاتر (انگلیسی: Ed Lauter؛ زاده ۳۰ اکتبر ۱۹۳۸ درگذشته ۱۶ اکتبر ۲۰۱۳) هنرپیشه اهل ایالات متحده آمریکا بود. وی بین سال‌های ۱۹۶۸ تا ۲۰۱۳ میلادی فعالیت می‌کرد.

## گزیده فیلمشناسی
از فیلم‌ها یا برنامه‌های تلویزیونی که وی در آن نقش داشته‌است می‌توان به آثار زیر اشاره کرد.
- هفت سوار دلاور (۱۹۷۲)
- بد کمپانی (فیلم ۱۹۷۲) (۱۹۷۲)
- طولانی‌ترین فاصله (فیلم ۱۹۷۴) (۱۹۷۴)
- ارتباط فرانسوی ۲ (۱۹۷۵)
- گذرگاه بریکهارت (۱۹۷۵)
- توطئه خانوادگی (۱۹۷۶)
- کینگ کونگ (فیلم ۱۹۷۶) (۱۹۷۶)
- بوفالوی سفید (۱۹۷۷)
- شعبده‌بازی (فیلم ۱۹۷۸) (۱۹۷۸)
- شکار مرگ (۱۹۸۱)
- آماتور (فیلم ۱۹۸۱) (۱۹۸۱)
- یورکا (فیلم) (۱۹۸۳)
- کوجو (فیلم) (۱۹۸۳)
- لاسیتر (۱۹۸۴)
- نابغه واقعی (۱۹۸۵)
- دخترها فقط می‌خواهند لذت ببرند (فیلم) (۱۹۸۵)
- آرزوی مرگ ۳ (۱۹۸۵)
- یانگبلاد (فیلم ۱۹۸۶) (۱۹۸۶)
- ستیزه‌جویان (۱۹۸۶)
- انتقام منصفانه (۱۹۸۶)
- مرد چاق و پسر کوچک (۱۹۸۹)
- متولد چهارم جولای (۱۹۸۹)
- مکعب درخشان (۱۹۸۹)
- بهشت آبی من (فیلم ۱۹۹۰) (۱۹۹۰)
- موشک‌زن (فیلم) (۱۹۹۱)
- روابط مدرسه (۱۹۹۲)
- عدالت شدید (۱۹۹۳)
- داستان عاشقانه واقعی (۱۹۹۳)
- ترک لاس وگاس (۱۹۹۵)
- آبشارهای مالهالند (۱۹۹۶)
- برترین‌های جهان (فیلم ۱۹۹۷) (۱۹۹۷)
- پایتون (فیلم) (۲۰۰۰)
- سیزده روز (فیلم) (۲۰۰۰)
- نه یه فیلم نوجوانی دیگه (۲۰۰۱)
- جنتلمن راهزن (۲۰۰۲)
- سیبیسکوت (فیلم) (۲۰۰۳)
- کتابداران (فیلم) (۲۰۰۳)
- طولانی‌ترین فاصله (۲۰۰۵)
- پرپل هارت (فیلم) (۲۰۰۵)
- شب‌های تالادگا (۲۰۰۶)
- سرافیم فالز (۲۰۰۶)
- شماره ۲۳ (۲۰۰۷)
- کمیل (فیلم ۲۰۰۸) (۲۰۰۸)
- آرتیست (۲۰۱۱)
- مشکلی با منحنی (۲۰۱۲)
- کنن (۱۹۷۲)
- آیرونساید (مجموعه تلویزیونی) (۱۹۷۲)
- خیابان‌های سان‌فرانسیسکو (۱۹۷۲–۱۹۷۳)
- خانواده والتون (مجموعه تلویزیونی) (۱۹۷۶)
- کوجک (مجموعه تلویزیونی) (۱۹۷۶)
- باره‌تا (۱۹۷۵)
- فرشتگان چارلی (مجموعه تلویزیونی) (۱۹۷۷)
- کارآگاه راکفورد (۱۹۷۷)
- هاوایی فایو-او (۱۹۸۰)
- پرده دو (۱۹۸۶)
- ایکوالایزر (مجموعه تلویزیونی) (۱۹۸۷–۱۹۸۸)
- پیشتازان فضا: نسل بعدی (۱۹۹۲)
- پرونده‌های ایکس (۱۹۹۳)
- واکر، رنجر تگزاس (۱۹۹۷)
- بخش فوریت‌های پزشکی (مجموعه تلویزیونی) (۱۹۹۸)
- هفت دلاور (مجموعه تلویزیونی) (۱۹۹۹)
- افسون‌شده (۲۰۰۱)
- سی‌اس‌آی (۲۰۰۲)
- جاگ (مجموعه تلویزیونی) (۲۰۰۴)
- پرونده سرد (۲۰۰۸)
- آناتومی گری (مجموعه تلویزیونی) (۲۰۰۸)
- غیب‌گو (مجموعه تلویزیونی) (۲۰۰۹–۲۰۱۰)
- بی‌شرم (مجموعه تلویزیونی آمریکایی) (۲۰۱۲–۲۰۱۳)
- اداره (مجموعه تلویزیونی آمریکایی) (۲۰۱۳)